# Korpijärvi (sjö i Utajärvi, Norra Österbotten)
Korpijärvi är en sjö i kommunen Utajärvi i landskapet Norra Österbotten i Finland. Arean är 16 hektar och strandlinjen är 1,56 kilometer lång. Den  ingår i Uleälvens huvudavrinningsområde.  Sjön ligger omkring 75 kilometer öster om Uleåborg och omkring 520 kilometer norr om Helsingfors. 
Öster om Korpijärvi ligger Piilolampi. Korpijärvi ligger norr om Saarijärvi. 